# Tillandsia 'Pink Surprise'
Tillandsia 'Pink Surprise' es un  cultivar híbrido del género Tillandsia perteneciente a la familia  Bromeliaceae.
Es un híbrido creado  con las especies Tillandsia geminiflora × Tillandsia caulescens.